# Mike Howe
Mike Howe (Taylor, 21 de agosto de 1965 – Eureka, 26 de julio de 2021) fue un cantante y compositor estadounidense, reconocido por su trabajo en la banda de thrash metal Metal Church.

## Biografía

### Carrera
Luego de hacer parte de una agrupación de Detroit llamada Hellion, se unió a la formación de Heretic en 1986. Participó en el disco de 1988 Breaking Point antes de unirse a la banda de thrash metal Metal Church, reemplazando al cantante David Wayne. Permaneció en la agrupación hasta 1996 y participó en la grabación de tres discos de estudio hasta su disolución. En 2015 la banda se reunió con Howe como cantante y grabó dos álbumes más de estudio y un disco en vivo, titulado Classic Live.

### Fallecimiento
El 26 de julio de 2021, Metal Church anunció a través de sus redes sociales que Howe había fallecido en su hogar de Eureka, California a los 55 años. La causa de la muerte se dictaminó como un suicidio por ahorcamiento.

## Discografía

### Con Heretic
- Breaking Point (1988, Metal Blade)

### Con Metal Church
- Blessing in Disguise (1989)
- The Human Factor (1991)
- Hanging in the Balance (1993)
- XI (2016)
- Classic Live (2017)
- Damned If You Do (2018)
- From the Vault (2020)